# جالارام
جالارام (به انگلیسی: Jallaram) یک منطقهٔ مسکونی در هند است که در بخش کریم‌نگر واقع شده‌است. جالارام ۲۳٫۶۳ کیلومتر مربع مساحت و ۹٬۳۲۹ نفر جمعیت دارد.